# Mieczysław Łuczak
Mieczysław Marcin Łuczak (ur. 9 lipca 1955 w Wieluniu) – polski polityk i samorządowiec. Poseł na Sejm V, VI i VII kadencji, w latach 2015–2019 wiceprezes Najwyższej Izby Kontroli.

## Życiorys
W 2002 ukończył studia z administracji w Wyższej Szkole Pedagogicznej w Częstochowie. Kształcił się podyplomowo na kursie obronnym w Akademii Obrony Narodowej (2003), w zakresie audytu wewnętrznego i kontroli wewnętrznej w Instytucie Ekonomiki Rolnictwa i Gospodarki Żywnościowej – Państwowym Instytucie Badawczym (2015), kontroli zarządczej w administracji publicznej w Krajowej Szkole Administracji Publicznej oraz zarządzania na Akademii Leona Koźmińskiego w Warszawie (2016). W 2018 ukończył aplikację kontrolerską w Najwyższej Izbie Kontroli i zdał egzamin dla członków rad nadzorczych spółek Skarbu Państwa.
W 1970 przystąpił do Ochotniczej Straży Pożarnej w Osjakowie. Obejmował stanowiska członka zarządu wojewódzkiego oddziału OSP w Łodzi i prezesa zarządu powiatowego oddziału OSP w Wieluniu, a w 2022 wiceprezesa Głównego Sądu Honorowego ZOSPRP. Od 1976 pracował w spółdzielni kółek rolniczych w Murowie, następnie od 1977 do 1979 był kierownikiem warsztatu w przedsiębiorstwie wodno-melioracyjnym w Wieluniu. W latach 1979–1993 kierował spółdzielniami branży rolniczej i handlowej w Osjakowie.
Od 1977 należał do Zjednoczonego Stronnictwa Ludowego, następnie przystąpił do Polskiego Stronnictwa Ludowego. Od 1993 do 1998 pełnił funkcję wójta gminy Osjaków, następnie do 2005 był radnym i starostą powiatu wieluńskiego.
W wyborach parlamentarnych w 2001 bezskutecznie kandydował do Sejmu, a w wyborach w 2005 został wybrany z listy PSL na posła. W wyborach w 2007 po raz drugi uzyskał mandat poselski, otrzymując w okręgu sieradzkim 9276 głosów.
W lutym 2008 został zastępcą przewodniczącego sejmowej komisji śledczej do zbadania sprawy zarzutu nielegalnego wywierania wpływu na funkcjonariuszy policji, służb specjalnych, prokuratorów i osoby pełniące funkcje w organach wymiaru sprawiedliwości. W lipcu 2009 zrezygnował z pracy w tej komisji.
W 2011 kandydował w wyborach parlamentarnych z 1. miejsca na liście Polskiego Stronnictwa Ludowego w okręgu wyborczym nr 11 w Sieradzu i ponownie uzyskał mandat poselski. Oddano na niego 9373 głosy (2,76% głosów oddanych w okręgu). Został wiceprzewodniczącym klubu parlamentarnego PSL. Bez powodzenia kandydował w wyborach do Parlamentu Europejskiego w 2014. 2 lutego 2015 został powołany na wiceprezesa Najwyższej Izby Kontroli, w związku z czym wygasł jego mandat poselski. Złożył też rezygnację z członkostwa w PSL. Funkcję wiceprezesa NIK pełnił do 26 września 2019, następnie do 2020 zatrudniony w tej instytucji w charakterze doradcy. W 2024 bez powodzenia kandydował z ramienia Trzeciej Drogi do rady powiatu wieluńskiego. W tym samym roku został członkiem rady nadzorczej w Zakładach Chemicznych „Nitro-Chem”.

## Odznaczenia
W 2005 odznaczony Złotym Krzyżem Zasługi. Otrzymał również Srebrny Medal „Za zasługi dla obronności kraju” (2010), Brązowy Medal za Zasługi dla Policji (2005), Brązową Odznakę „Zasłużony dla Ochrony Przeciwpożarowej” (2003), Medal „Pro Memoria” (2009), Złoty Medal „Za Zasługi dla Pożarnictwa” (1994), Złoty Znak Związku OSP RP (2003), medal „Zasłużony dla Ziemi Wieluńskiej” (2006).